# Arba (Biblia)
Arba (quizá también Arabah) (hebreo Arba = "cuatro casas" o "casa de los cuatro", canáneo Arabah = héroe de Baal) fue un personaje bíblico, el fundador de Beth Arabah (casa de Arba) y de la ciudad de Quiriat-Arba, que más tarde fue conocida como Hebrón, lugar donde se encontraron Isaac y Jacob, Génesis 35:27. 
Se cree por los relatos bíblicos, que fue el padre de los anaceos, pueblo de gigantes que habitaron en Canaán.

## Enlaces
- Biblia

ARBA(Agencia de Recaudación de impuestos de la Provincia de Buenos Aires), se encarga de la recaudación de impuestos sobre inmuebles en dicha provincia.
- Datos: Q3291564